# شماره یک بزرگ قرمز
شماره یک بزرگ قرمز (به انگلیسی: The Big Red One) فیلمی ۱۱۳ دقیقه‌ای به کارگردانی ساموئل فولر با بازی لی ماروین است.